# Amphibologyne mexicana
Amphibologyne es un género monotípico de plantas con flores perteneciente a la familia Boraginaceae. Su única especie, Amphibologyne mexicana, es originaria de México.

## Taxonomía
Amphibologyne mexicana fue descrita por (M.Martens & Galeotti) Brand  y publicado en Das Pflanzenreich IV(252, Heft. 97): 203. 1931.
Sinonimia
- Amsinckia mexicana M.Martens & Galeotti	basónimo
- Eritrichium floribundum Torr.[3]